# Collegio elettorale di Livorno I (Regno di Sardegna)
Il collegio elettorale di Livorno I è stato un collegio elettorale uninominale del Regno di Sardegna, uno dei tre della provincia. Fu istituito col regio decreto del 21 gennaio 1860 promulgato del governo provvisorio guidato da Bettino Ricasoli. Il territorio di Livorno era diviso in tre collegi. Il primo, chiamato anche "Santi Pietro e Paolo", comprendeva le seguenti zone: San Iacopo — Antignano — Ardenza Gorgona — Montenero — Santi Pietro e Paolo — Santissima Trinità — Santa Maria del Soccorso.

## Dati elettorali
Nel collegio si svolsero votazioni solo per la settima legislatura. In seguito il collegio fu riconfermato anche nel Regno d'Italia.

### VII legislatura
Le votazioni si svolsero in 387 collegi uninominali a doppio turno. Come previsto dalla legge elettorale del 20 novembre 1859, era eletto al primo turno il candidato che «riunisce in suo favore più del terzo dei voti del total numero dei membri componenti il collegio e più della metà dei suffragi dati dai votanti presenti all'adunanza» (art. 91). Se nessun candidato era eletto, al ballottaggio tra i due candidati con più voti era eletto chi otteneva il maggior numero di voti (art. 92) o, in caso di ugual numero di voti, il maggiore d'età (art. 93).
| Partito                            | Partito                            | Candidato                          | Risultati 25 marzo 1860 | Risultati 25 marzo 1860 |
| Partito                            | Partito                            | Candidato                          | Voti                    | %                       |
| ---------------------------------- | ---------------------------------- | ---------------------------------- | ----------------------- | ----------------------- |
|                                    | —                                  | Carlo Poerio                       | 409                     | 84,16                   |
|                                    | —                                  | Pietro Bastogi                     | 77                      | 15,84                   |
|                                    |                                    |                                    |                         |                         |
| Iscritti                           | Iscritti                           | Iscritti                           | 942                     | 100,00                  |
| ↳ Votanti (% su iscritti)          | ↳ Votanti (% su iscritti)          | ↳ Votanti (% su iscritti)          | 560                     | 59,45                   |
| ↳ Voti validi (% su votanti)       | ↳ Voti validi (% su votanti)       | ↳ Voti validi (% su votanti)       | 486                     | 86,79                   |
| ↳ Schede non valide (% su votanti) | ↳ Schede non valide (% su votanti) | ↳ Schede non valide (% su votanti) | 74                      | 13,21                   |
| ↳ Astenuti (% su iscritti)         | ↳ Astenuti (% su iscritti)         | ↳ Astenuti (% su iscritti)         | 382                     | 40,55                   |

L'onorevole Poeri il 14 aprile 1860 optò per il collegio di Arezzo I. Il collegio fu riconvocato.  
| Partito                            | Partito                            | Candidato                          | Primo turno 6 maggio 1860 | Primo turno 6 maggio 1860 | Ballottaggio 10 maggio 1860 | Ballottaggio 10 maggio 1860 |
| Partito                            | Partito                            | Candidato                          | Voti                      | %                         | Voti                        | %                           |
| ---------------------------------- | ---------------------------------- | ---------------------------------- | ------------------------- | ------------------------- | --------------------------- | --------------------------- |
|                                    | —                                  | Luigi Binard                       | 253                       | 65,04                     | 315                         | 66,46                       |
|                                    | —                                  | Pietro Augusto Adami               | 136                       | 34,96                     | 159                         | 33,54                       |
|                                    |                                    |                                    |                           |                           |                             |                             |
| Iscritti                           | Iscritti                           | Iscritti                           | 942                       | 100,00                    | 942                         | 100,00                      |
| ↳ Votanti (% su iscritti)          | ↳ Votanti (% su iscritti)          | ↳ Votanti (% su iscritti)          | 415                       | 44,06                     | 485                         | 51,49                       |
| ↳ Voti validi (% su votanti)       | ↳ Voti validi (% su votanti)       | ↳ Voti validi (% su votanti)       | 389                       | 93,73                     | 474                         | 97,73                       |
| ↳ Schede non valide (% su votanti) | ↳ Schede non valide (% su votanti) | ↳ Schede non valide (% su votanti) | 26                        | 6,27                      | 11                          | 2,27                        |
| ↳ Astenuti (% su iscritti)         | ↳ Astenuti (% su iscritti)         | ↳ Astenuti (% su iscritti)         | 527                       | 55,94                     | 457                         | 48,51                       |